# لوكا شتايجر
لوكا ستيجر (بالألمانية: Lucca Staiger)‏ مواليد 14 يونيو 1988، هو لاعب كرة سلة ألماني يلعب مع فريق بايرن ميونخ ويحمل الرقم 10. يبلغ طوله 6 قدم 5 بوصة (2.0 م).

## فرق لعب لها
- ألبا برلين
- نيكار ريزن لودفيغسبورغ
- بايرن ميونخ لكرة السلة

## روابط خارجية
- لوكا ستيجر على موقع الاتحاد الدولي لكرة السلة (الإنجليزية)
- لوكا ستيجر على موقع الدوري الأوروبي لكرة السلة (الإنجليزية)
- لوكا ستيجر على موقع الدوري الإسباني لكرة السلة (الإسبانية)
- لوكا ستيجر على موقع كرة السلة الأوروبية.كوم (الإنجليزية)
- لوكا ستيجر على موقع كلية كرة السلة في سبورتس رفرنس.كوم (الإنجليزية)
- لوكا ستيجر على موقع ريلجم (الإنجليزية)
- لوكا ستيجر على موقع بروبوليرز (الإنجليزية)
- لوكا ستيجر على موقع سبورتس رفرنس (الإنجليزية)